# Strawberry Prince Forever
『Strawberry Prince Forever』は、すとぷりのベスト・アルバム。2025年1月8日に自主レーベルであるSTPR Recordsより発売された。

## 概要
すとぷり初のベスト・アルバム。
投票企画によって選定された84曲を収録したCD4枚に加え、全20曲のパフォーマンス映像や、すとぷりとともにテーマパークをデートするストーリー映像を収録したBlu-ray、未公開ライブ写真が収録された歌詞ブックレット（48ページ）が付属するレコードサイズBOX仕様のすとふぁみ限定盤、すとふぁみ限定盤と共通のBlu-ray、歌詞ブックレット（88ページ）が付属するBOX仕様の初回限定盤、歌詞ブックレット（100ページ）が付属するスリーブケース仕様の通常盤の全3形態で発売される。
本作の発売を記念し、アルバム購入者を対象にした抽選に当選した人が参加できる握手会の実施が決定、また本作のリリースを記念したライブ『すとろべりーめもりーVol.Forever!!「すとぷり Best Album Release Party 2025」』が、1月11日から12日にさいたまスーパーアリーナにて開催された。

## セールス
2025年1月7日付「オリコンデイリーアルバムランキング」で1位、2025年1月20日付「オリコン週間アルバムランキング」で1位を獲得し、2025年1月15日付のBillboard JAPAN Top Albums Salesで首位を獲得した。

## 収録内容
| #   | タイトル                               | 作詞                | 作曲              | 編曲              |
| --- | -------------------------------------- | ------------------- | ----------------- | ----------------- |
| 1.  | 「Strawberry Prince Forever」          | れるりり            | れるりり          | れるりり          |
| 2.  | 「Streamer」                           | ななもり。×谷口尚久 | るぅと×松         | 松                |
| 3.  | 「スキスキ星人」                       | ナユタン星人        | ナユタン星人      | ナユタン星人      |
| 4.  | 「ストロベリー☆プラネット!」           | ナユタン星人        | ナユタン星人      | ナユタン星人      |
| 5.  | 「ギンギラ銀河」                       | ナユタン星人        | ナユタン星人      | ナユタン星人      |
| 6.  | 「ベリベリラブ」                       | Chinozo             | Chinozo           | Chinozo           |
| 7.  | 「Strawberry Kiss」                    | HoneyWorks          | HoneyWorks        | HoneyWorks        |
| 8.  | 「青春チョコレート」                   | HoneyWorks          | HoneyWorks        | めんま            |
| 9.  | 「苺色夏花火」                         | TOKU×ななもり。     | TOKU×ななもり。   | 松                |
| 10. | 「パレットダンス」                     | 松井洋平            | EFFY（FirstCall） | EFFY（FirstCall） |
| 11. | 「すとろべりーはっぴー」(Instrumental) |                     | 松                | 松                |
| 12. | 「マブシガリヤ」                       | 谷口尚久            | るぅと×松         | 松                |
| 13. | 「Feel Free!」                         | kz                  | kz                | kz                |
| 14. | 「Jumper!」                            | TeddyLoid           | TeddyLoid         | TeddyLoid         |
| 15. | 「パレードはここさ」                   | TOKU×ななもり。     | るぅと×松         | 松                |
| 16. | 「はりーはりーらぶ」                   | 金崎真士            | 金崎真士          | 金崎真士          |
| 17. | 「Prince」                             | HoneyWorks          | HoneyWorks        | HoneyWorks        |
| 18. | 「プロポーズ」                         | HoneyWorks          | HoneyWorks        | HoneyWorks        |
| 19. | 「大好きになればいいんじゃない?」      | HoneyWorks          | HoneyWorks        | HoneyWorks        |
| 20. | 「おかえりらぶっ!」                    | HoneyWorks          | HoneyWorks        | HoneyWorks        |
| 21. | 「Dreaming Parade」                    | Funk Uchino         | Funk Uchino       | MAMUSHI           |

| #   | タイトル                                               | 作詞           | 作曲           | 編曲           |
| --- | ------------------------------------------------------ | -------------- | -------------- | -------------- |
| 1.  | 「誓いの花束を ～With You～」                          | HoneyWorks     | HoneyWorks     | HoneyWorks     |
| 2.  | 「すとぷりnoりみっと宣言! Strawberry Prince NO LIMIT」 | アオワイファイ | アオワイファイ | アオワイファイ |
| 3.  | 「ハルトレイン」                                       | 鶴﨑輝一       | 鶴﨑輝一       | 鶴﨑輝一       |
| 4.  | 「ちこくしてもいいじゃん」                             | るぅと         | るぅと×松      | 松             |
| 5.  | 「アモーレ・ミオ」                                     | 谷口尚久       | JOE            | JOE            |
| 6.  | 「咲かせて恋の1・2・3!」                               | るぅと×TOKU    | るぅと×松      | 松             |
| 7.  | 「すとろべりーすいーと」(Instrumental)                 |                | 松             | 松             |
| 8.  | 「ゆらゆら」                                           | TeddyLoid      | TeddyLoid      | TeddyLoid      |
| 9.  | 「エンキョリクライ。」                                 | 莉犬           | るぅと×松      | 松             |
| 10. | 「ぴゅあぴゅあいちご」                                 | HoneyWorks     | HoneyWorks     | HoneyWorks     |
| 11. | 「チョコレートはんぶんこ」                             | HoneyWorks     | HoneyWorks     | HoneyWorks     |
| 12. | 「バレンタインday君を離さないっ!」                     | の子           | の子           | 石倉誉之       |
| 13. | 「希望のチューしよっ」                                 | の子           | の子           | 石倉誉之、の子 |
| 14. | 「生まれたその時から」(劇場版すとぷりver.)             | るぅと×TOKU    | るぅと×松      | 松             |
| 15. | 「犬系男子留守番中」                                   | コレサワ       | コレサワ       | コレサワ       |
| 16. | 「お姫様になっていいよ」                               | HoneyWorks     | HoneyWorks     | HoneyWorks     |
| 17. | 「クリスマスラブ」                                     | HoneyWorks     | HoneyWorks     | HoneyWorks     |
| 18. | 「好きでいてくれていいよ」                             | DECO*27        | DECO*27        | Rockwell       |
| 19. | 「好きになっていいよね?」                              | 遠藤直弥       | 谷口尚久       | 遠藤直弥       |
| 20. | 「最終列車」                                           | るぅと×松      | るぅと×松      | 松             |
| 21. | 「雨天決行」                                           | るぅと×松      | るぅと×松      | 松             |

| #   | タイトル                                           | 作詞               | 作曲                                             | 編曲                          |
| --- | -------------------------------------------------- | ------------------ | ------------------------------------------------ | ----------------------------- |
| 1.  | 「Here We Go!!」                                   | Funk Uchino        | Funk Uchino、Toshiya Hosokawa、SILLY TEMBA、Gigi | DFW                           |
| 2.  | 「Are You Ready?」                                 | 2200               | 橘亮祐、篠崎あやと                               | 橘亮祐、篠崎あやと            |
| 3.  | 「僕らだけのシャングリラ」                         | 谷口尚久           | Yu Nakano                                        | Yu Nakano                     |
| 4.  | 「Move on!」                                       | 谷口尚久           | 原田雄一                                         | 原田雄一                      |
| 5.  | 「AquaKiss」                                       | 宮嶋淳子           | 山崎真吾                                         | 山崎真吾                      |
| 6.  | 「GO GO CRAZY」                                    | NA.ZU.NA           | NA.ZU.NA                                         | NA.ZU.NA                      |
| 7.  | 「Next Stage!!」                                   | ななもり。         | るぅと×松                                        | 松                            |
| 8.  | 「STAY PROUD」                                     | ill.bell           | DYES IWASAKI（FAKE TYPE.）、ill.bell             | DYES IWASAKI（FAKE TYPE.）    |
| 9.  | 「STRIKE the PRISON!!」                            | ill.bell           | DYES IWASAKI（FAKE TYPE.）、ill.bell             | DYES IWASAKI（FAKE TYPE.）    |
| 10. | 「シンドロームラブ」                               | かいりきベア       | かいりきベア                                     | かいりきベア                  |
| 11. | 「すとろべりーえんじょいぱーてぃー」(Instrumental) |                    | 松                                               | 松                            |
| 12. | 「よさこいディスコParty」                          | 草野将史、原田雄一 | 草野将史、原田雄一                               | 草野将史、原田雄一            |
| 13. | 「パンピじゃないのよッ!!」                         | MUTEKI DEAD SNAKE  | MUTEKI DEAD SNAKE                                | MUTEKI DEAD SNAKE             |
| 14. | 「159%」                                           | ill.bell           | DYES IWASAKI（FAKE TYPE.）、ill.bell             | DYES IWASAKI（FAKE TYPE.）    |
| 15. | 「忍恋」                                           | 谷口尚久           | 草野将史                                         | 草野将史                      |
| 16. | 「ドラマチックのアンチ」                           | 和田たけあき       | 和田たけあき                                     | 和田たけあき                  |
| 17. | 「リテラシー」                                     | 志倉千代丸         | 志倉千代丸                                       | Armin Van Tamzalian           |
| 18. | 「宿命」                                           | koshi              | Tom-H@ck                                         | RINZO                         |
| 19. | 「Ride on Time」                                   | TeddyLoid          | TeddyLoid                                        | TeddyLoid                     |
| 20. | 「AIMAI」                                          | TeddyLoid          | TeddyLoid                                        | TeddyLoid                     |
| 21. | 「AGAIN」                                          | Funk Uchino        | Funk Uchino、Toshiya Hosokawa、SILLY TEMBA       | Toshiya Hosokawa、SILLY TEMBA |

| #   | タイトル                                      | 作詞                | 作曲                                 | 編曲                                     |
| --- | --------------------------------------------- | ------------------- | ------------------------------------ | ---------------------------------------- |
| 1.  | 「虹のはじまり」                              | HoneyWorks          | HoneyWorks                           | HoneyWorks                               |
| 2.  | 「ヒカリユメ」                                | れるりり            | れるりり                             | 具理然（Lowland Jazz）                   |
| 3.  | 「アニバーサリー」                            | 谷口尚久            | 松本サトシ                           | 遠藤直弥                                 |
| 4.  | 「天使に口付け」                              | ユニ（Anddy Mule）  | 佐々木裕                             | 佐々木裕                                 |
| 5.  | 「空想エレクティカ」                          | れるりり            | れるりり                             | teppe                                    |
| 6.  | 「辛いや嫌」                                  | meiyo               | meiyo                                | meiyo                                    |
| 7.  | 「タラレバ」                                  | 木村友威            | 杉田昌也                             | 杉田昌也                                 |
| 8.  | 「ナミダメ」                                  | ななもり。×谷口尚久 | るぅと×松                            | 松                                       |
| 9.  | 「向こうへ」                                  | るぅと×TOKU         | るぅと×松                            | 松                                       |
| 10. | 「手をつないで歩こう」(Orchestra ver.)        | 2200                | るぅと×松                            | 山下康介                                 |
| 11. | 「すとろべりーらぶ」(Instrumental)            |                     | 松                                   | 松                                       |
| 12. | 「恋の行方」                                  | マオ（シド）        | ゆうや（シド）                       | ゆうや（シド）、ICHIRO KAMIYAMA、shun ÷1 |
| 13. | 「33414」                                     | ill.bell            | DYES IWASAKI（FAKE TYPE.）、ill.bell | DYES IWASAKI（FAKE TYPE.）               |
| 14. | 「Stars and Prayers」                         | ill.bell            | DYES IWASAKI（FAKE TYPE.）、ill.bell | DYES IWASAKI（FAKE TYPE.）               |
| 15. | 「そばにいるから」                            | 馬場俊英            | 馬場俊英                             | 菊谷知樹                                 |
| 16. | 「3月のオレンジ」                             | 山崎寛子            | 山崎寛子                             | 山崎寛子                                 |
| 17. | 「朝の夕陽」                                  | KOUTAPAI            | 佐々木裕                             | 佐々木裕                                 |
| 18. | 「Flowering palettes」                        | るぅと×はいせ       | るぅと×松                            | 松                                       |
| 19. | 「Spreading palettes」                        | るぅと×TOKU         | るぅと×松                            | 松                                       |
| 20. | 「Believe」                                   | ジェル              | るぅと×松                            | 松                                       |
| 21. | 「Strawberry Prince Forever」(Orchestra ver.) | れるりり            | れるりり                             | 山下康介                                 |

| #   | タイトル                   | 作詞 | 作曲・編曲 |
| --- | -------------------------- | ---- | ---------- |
| 1.  | 「Streamer」               |      |            |
| 2.  | 「スキスキ星人」           |      |            |
| 3.  | 「Jumper!」                |      |            |
| 4.  | 「Ride on Time」           |      |            |
| 5.  | 「GO GO CRAZY」            |      |            |
| 6.  | 「僕らだけのシャングリラ」 |      |            |
| 7.  | 「Here We Go!!」           |      |            |
| 8.  | 「チョコレートはんぶんこ」 |      |            |
| 9.  | 「Strawberry Kiss」        |      |            |
| 10. | 「青春チョコレート」       |      |            |
| 11. | 「Strawberry Nightmare」   |      |            |
| 12. | 「AquaKiss」               |      |            |
| 13. | 「Stars and Prayers」      |      |            |
| 14. | 「Prince」                 |      |            |
| 15. | 「プロポーズ」             |      |            |
| 16. | 「Believe」                |      |            |
| 17. | 「アモーレ・ミオ」         |      |            |
| 18. | 「はりーはりーらぶ」       |      |            |
| 19. | 「希望のチューしよっ」     |      |            |
| 20. | 「おかえりらぶっ!」        |      |            |
| 21. | 「Dreaming Parade」        |      |            |

### 解説

#### DISC1. Happy
1. Strawberry Prince Forever
  - すとぷりとして初のオリジナル曲であり、本作品のタイトル曲[2]。初音源化[注釈 1]。
2. Streamer
  - アルバム『Strawberry Prince』収録曲および配信シングル。
  - ツイキャス『ふるふるふるーつキャンペーン』キャンペーンソング[7]。
3. スキスキ星人
  - アルバム『Strawberry Prince』収録曲および配信シングル。
4. ストロベリー☆プラネット!
  - アルバム『すとろべりーねくすとっ!』収録曲。
5. ギンギラ銀河
  - アルバム『すとろべりーねくすとっ!』収録曲。
  - テレビアニメ『妖怪学園Y 〜Nとの遭遇〜』オープニングテーマ[8]、Nintendo Switch/PS4ソフト『妖怪学園Y 〜ワイワイ学園生活〜』エンディングテーマ[9]。
6. ベリベリラブ
  - アルバム『Here We Go!!』収録曲。
7. Strawberry Kiss
  - EP『Are You Ready?』収録曲。
8. 青春チョコレート
  - 配信シングル。
  - シングルバージョンはアルバム初収録[注釈 2]。
  - 明治CM「はっぴーすとろべりーバレンタイン」篇CMソング[10]、明治CM「はっぴーすとろべりーバレンタイン」篇CMソング[11]。
9. 苺色夏花火
  - 配信シングル。
10. パレットダンス
  - アルバム『すとろべりーすたーと』収録曲。
11. すとろべりーはっぴー (Instrumental)
  - インストゥルメンタル曲。
12. マブシガリヤ
  - アルバム『Strawberry Prince』収録曲および配信シングル。
13. Feel Free!
  - アルバム『Strawberry Prince』収録曲。
14. Jumper!
  - アルバム『Here We Go!!』収録曲。
15. パレードはここさ
  - 配信シングル。
16. はりーはりーらぶ
  - アルバム『すとろべりーすたーと』収録曲。
17. Prince
  - アルバム『Strawberry Prince』収録曲。
18. プロポーズ
  - 配信シングル。
19. 大好きになればいいんじゃない?
  - アルバム『すとろべりーすたーと』収録曲。
20. おかえりらぶっ!
  - アルバム『すとろべりーらぶっ!』収録曲。
21. Dreaming Parade
  - 新曲。本作発売に先駆け2024年11月11日に配信シングルとしてリリースされた[12]。
  - 「聴いている皆を夢の世界へと誘う」というパレードソング[13]。

#### DISC2. Sweet
1. 誓いの花束を ～With You～
  - シングル『はじまりの物語』収録曲。
  - 映画『劇場版すとぷり はじまりの物語〜Strawberry School Festival!!!〜』エンディングテーマ[14][15]。
2. すとぷりnoりみっと宣言! Strawberry Prince NO LIMIT
  - 配信シングル。
  - テレビ番組『全力挑戦!すとぷりnoりみっと -苺学園放送部-』主題歌[16]。
3. ハルトレイン
  - さとみ×莉犬のペア楽曲。
  - アルバム『Here We Go!!』収録曲。
4. ちこくしてもいいじゃん
  - るぅと×莉犬のペア楽曲。
  - るぅとのソロアルバム『君と僕のストーリー』収録曲。
5. アモーレ・ミオ
  - アルバム『すとろべりーねくすとっ!』収録曲。
6. 咲かせて恋の1・2・3!
  - 莉犬×るぅと×ころんのペア楽曲。
  - アルバム『すとろべりーねくすとっ!』収録曲。
7. すとろべりーすいーと (Instrumental)
  - インストゥルメンタル曲。
8. ゆらゆら
  - EP『ニジイロヒストリー』収録曲。
9. エンキョリクライ。
  - 莉犬×るぅとのペア楽曲。
  - アルバム『Strawberry Prince』収録曲。
10. ぴゅあぴゅあいちご
  - 配信シングル。
  - スマートフォンゲームアプリ「すとぷりWith!!」テーマ曲[17]。
11. チョコレートはんぶんこ
  - EP『ニジイロヒストリー』収録曲および配信シングル。
  - 明治「はっぴーすとろべりーめもりー！Here We GO!!篇 30秒」CMソング[18]。
12. バレンタインday君を離さないっ!
  - 配信シングル。バレンタインにマッチしたロマンチックな恋愛ソング[19]。
13. 希望のチューしよっ
  - アルバム『Here We Go!!』収録曲。
14. 生まれたその時から 劇場版すとぷりver.
  - シングル『はじまりの物語』収録曲。
  - 映画『劇場版すとぷり はじまりの物語〜Strawberry School Festival!!!〜』挿入歌[14]。
15. 犬系男子留守番中
  - アルバム『Here We Go!!』収録曲。
16. お姫様になっていいよ
  - 配信シングル。
17. クリスマスラブ
  - アルバム『Here We Go!!』収録曲。
18. 好きでいてくれていいよ
  - アルバム『すとろべりーねくすとっ!』収録曲。
19. 好きになっていいよね?
  - アルバム『すとろべりーらぶっ!』収録曲。
20. 最終列車
  - 莉犬のソロアルバム『タイムカプセル』収録曲。
21. 雨天決行
  - シングル『はじまりの物語』収録曲。
  - 映画『劇場版すとぷり はじまりの物語〜Strawberry School Festival!!!〜』オープニングテーマ[14][20]。

#### DISC3. Enjoy Party
1. Here We Go!!
  - アルバム『Here We Go!!』収録曲。
2. Are You Ready?
  - EP『Are You Ready?』収録曲。
3. 僕らだけのシャングリラ
  - アルバム『すとろべりーらぶっ!』収録曲。
4. Move on!
  - アルバム『すとろべりーらぶっ!』収録曲。
  - リスナーに前向きなエネルギーを与えるような曲[21]。
5. AquaKiss
  - アルバム『すとろべりーすたーと』収録曲。
6. GO GO CRAZY
  - アルバム『すとろべりーらぶっ!』収録曲。
7. Next Stage!!
  - アルバム『すとろべりーねくすとっ!』収録曲。
8. STAY PROUD
  - 配信シングル。
  - メンバー同士のラップバトルソング [22]。
9. STRIKE the PRISON!!
  - アルバム『Strawberry Prince』収録曲。
10. シンドロームラブ
  - 配信シングル。
11. すとろべりーえんじょいぱーてぃー (Instrumental)
  - インストゥルメンタル曲。
12. よさこいディスコParty
  - アルバム『すとろべりーらぶっ!』収録曲。
13. パンピじゃないのよッ!!
  - ころんのソロアルバム『アスター』収録曲。
14. 159%
  - 配信シングル。
  - 飲み会を盛り上げるパーティソング[23]。
15. 忍恋
  - ななもり。×ジェルのペア楽曲。
  - アルバム『すとろべりーねくすとっ!』収録曲。
16. ドラマチックのアンチ
  - ななもり。×さとみ×ジェルのペア楽曲。
  - アルバム『Strawberry Prince』収録曲。
17. リテラシー
  - 配信シングル。
18. 宿命
  - 配信シングル。
  - テレビアニメ『カードファイト!! ヴァンガード Divinez Season2』オープニングテーマ[24]。
19. Ride on Time
  - EP『Are You Ready?』収録曲。
20. AIMAI
  - 配信シングル。
21. AGAIN
  - 配信シングル。
  - 「特別な存在」への感謝の気持ちを込めたアップテンポな楽曲[25]。

#### DISC4. Love
1. 虹のはじまり
  - シングル『はじまりの物語』収録曲。
  - 映画『劇場版すとぷり はじまりの物語〜Strawberry School Festival!!!〜』劇中歌[14][26]。
2. ヒカリユメ
  - アルバム『すとろべりーねくすとっ!』収録曲。
3. アニバーサリー
  - アルバム『すとろべりーらぶっ!』収録曲。
4. 天使に口付け
  - さとみ×ころんのペア楽曲。
  - アルバム『Here We Go!!』収録曲。
5. 空想エレクティカ
  - ななもり。×ジェルのペア楽曲。
  - ジェルのソロアルバム『Believe』収録曲。
6. 辛いや嫌
  - アルバム『Here We Go!!』収録曲。
7. タラレバ
  - アルバム『すとろべりーねくすとっ!』収録曲。
8. ナミダメ
  - 配信シングル。
  - 「出会いと別れ。入学と卒業。」をテーマにした楽曲[27]。
9. 向こうへ
  - アルバム『Strawberry Prince』収録曲。
10. 手をつないで歩こう (Orchestra ver.)
  - 配信シングル。
11. すとろべりーらぶ (Instrumental)
  - インストゥルメンタル曲。
12. 恋の行方
  - 配信シングル。
  - 片思いをテーマにした切ないメロディが印象的なロックチューン[28]。
13. 33414
  - EP『Are You Ready?』収録曲。
14. Stars and Prayers
  - アルバム『Here We Go!!』収録曲。
15. そばにいるから
  - 配信シングル。
  - 青春を感じさせる歌詞が印象的な楽曲[29]。
16. 3月のオレンジ
  - 配信シングル。
  - 心の中で膨らんでいく切ない感情を描いたバラードナンバー[30]。
17. 朝の夕陽
  - アルバム『すとろべりーらぶっ!』収録曲。
18. Flowering palettes
  - るぅとのソロアルバム『君と僕のストーリー』収録曲。
19. Spreading palettes
  - るぅとのソロアルバム『君と僕の秘密基地』収録曲。
20. Believe
  - ジェルのソロアルバム『Believe』収録曲。
21. Strawberry Prince Forever (Orchestra ver.)
  - タイトル曲のオーケストラバージョン。